# Phalaenopsis 'Bamboo Baby'
Phalaenopsis 'Bamboo Baby' est un cultivar d’orchidées hybride du genre Phalaenopsis.

## Parenté
Phal. 'Bamboo Baby' = Phalaenopsis 'Honey Dew' × Phalaenopsis amboinensis

## Descendance
- Phalaenopsis 'Bamboo Nancy' =  Phal. 'Bamboo Baby' × Phalaenopsis 'Nancy Lockhart'.
- Phalaenopsis 'Clash of Titans' =  Phal. 'Bamboo Baby' × Phalaenopsis 'Deventeriana'.
- Phalaenopsis 'Golden Omni' =  Phal. 'Bamboo Baby' × Phalaenopsis 'Daryl Lockhart'.
- Phalaenopsis 'Misty Baby' =  Phal. 'Bamboo Baby' × Phalaenopsis 'Misty Green'.
- Phalaenopsis 'Misty Green' = Phalaenopsis 'Barbara Moler' × Phal. 'Bamboo Baby'.
- Phalaenopsis 'Stella D’Oro' =  Phal. 'Bamboo Baby' × Phalaenopsis amboinensis.

## Cultivars
- Phal. 'Bamboo Baby Coqui'
- Phal. 'Bamboo Baby Monchito'